# サイクリックボルタンメトリー

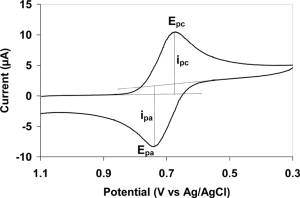
典型的なサイクリックボルタモグラム。電位を負方向に掃引すると還元波（上側）が、正方向に掃引すると酸化波（下側）が生じる。それぞれの電位や電流値から、測定している酸化還元系の標準電位などが求められる。

サイクリックボルタンメトリー（英語: cyclic voltammetry、略称: CV）は、電極電位を直線的に掃引し、応答電流を測定する手法である。電気化学分野において、最も基本的であり、多用される測定法である。

## 理論
もっとも単純な電気化学系として、Ox + e → Redという反応を考える。ここで、Oxは酸化体、eは電子、Redは還元体を示す。例えば測定物質がフェロセンであれば、Fe(III) がOx、Fe(II) がRedとなる。また、この系の酸化還元電位は+0.7 Vとする。また、電極は拡散層の厚みに対して十分に大きい平板電極であり、溶液内の物質移動が拡散のみであるとする。電子移動速度は基本的にはバトラー・ボルマー式で記述される電位依存性をもつとし、その固有反応速度定数はある程度大きいものとする。
電極電位を+1.1 Vから+0.3 Vまで負方向に掃引した場合を考えると、
1. 電極電位が+0.7 Vよりもずっと高いときは、還元方向の電子移動速度定数は極端に小さく、電極近傍の物質は全てOxとして存在するが、実際にはこの方向の電子移動は進行しない。酸化方向の速度定数は大きいがRedが存在しないので、この方向への電子移動も進行しない。したがって電流値はほとんど0である。
2. 電極電位が+0.7 Vに近づくと、還元方向の速度定数は急激に大きくなり、電極からOxへの電子移動反応が進行する (上記式が右側に進行する。還元反応、カソード反応)。逆方向の電子移動は電極近傍のRed濃度は低いため影響は小さく、したがって、電極から電子が流れ出し、電位を下げるほど電流値が増大する。この状態では電子移動反応の速度が電流値を決定するため、電子移動律速といわれる。ただし、この状態でも拡散の影響はほとんどの領域で無視できない点には注意する必要がある。
3. 電極電位 = +0.7 Vで、電極近傍でのOxとRedの濃度が等しくなる。
4. 電極電位が+0.7 Vより低くなると、電極近傍の物質はほとんどRedになるため、電子移動が起こりにくくなり、電流値が減少してくる。ただし、拡散によってOxが少しずつ電極近傍に運ばれ、これが反応するので、電流値がゼロになることはない。この状態では拡散で輸送されてくる物質量によって電流値が決定されるため、拡散律速といわれる。
5. 電極電位が+0.7 Vよりずっと低くなると、電流値は拡散によって移動してくる物質量に比例し、拡散層の広がりに対応して、経過時間の関数として減少する。この状態では印加電位は物理的意味を失っていることに注意すべきである。

逆方向に+0.3 Vから+1.1 Vまで電位を掃引すると、Redが十分に安定な場合は上記の逆の反応（酸化反応）が起こり、ほぼ点対称の波形が得られる。一方、Redが不安定な場合は分解が起こるため、電流は流れなくなり非対称な波形となる。この電位の掃引を何度も繰り返し行うこともある。
印加した電位を横軸、応答電流値を縦軸とするグラフを描くと、以上の過程により、酸化還元電位付近にピークを持つ、特有の形状を持った曲線であるサイクリックボルタモグラム (cyclic voltammogram) が得られる。
この形状から、電気化学反応の機構、あるいは物質の酸化還元電位や拡散係数などが求められる。また、優秀な電子材料には多数の掃引を行った後でもサイクリックボルタモグラムがほとんど変化しないことが要求される。すなわち、掃引回数の増加に従い流れる電流が徐々に少なくなっていく場合は測定の最中にサンプルの分解が起こっていることを示し、酸化還元反応を何度も繰り返し受ける電子材料には不適ということになる場合がある。多重掃引による電流現象は電極の被毒（不純物等による場合もある）による場合などもあり、結果の解釈には注意が必要である。
上記の議論は酸化還元反応に関わる電流（ファラデーの法則に由来する電流、ファラデー電流）のみを考慮しており、吸着や電気二重層形成に由来する電流（非ファラデー電流）の影響は考えていない。また拡散モードの異なる超微小電極等では異なった形状のボルタモグラムが得られる。

## 装置構成
サイクリックボルタンメトリーをはじめとする電気化学測定はコンピューター制御できる市販装置で容易に測定できるが、ポテンショスタットとファンクションジェネレーター、およびプロッターを組み合わせて自作したものを用いることもできる。
以下に最も一般的な3電極系における構成を示す。
作用電極作用電極 (working electrode, WE) は実際に物質との電子の授受を行う電極である。白金やグラッシーカーボン製のものを用いることが多い。最近では、導電性ダイヤモンド電極などが注目されている。
参照電極参照電極 (reference electrode, RE) は作用極の電位を決定する際の基準となる電極である。飽和カロメル（甘汞）電極 (SCE, Hg/Hg2Cl2) や銀/塩化銀電極 (Ag/AgCl) などがよく用いられる。
カウンター電極カウンター電極 (counter electrode, CE) は作用極で発生するのと同じ電流値を系に返すための電極である。メッシュ状やコイル状の白金を用いることが多く、全電流が対極反応で律速されることがないように、作用極よりもずっと大きな表面積のものを使うことが無難である。対極、補助電極 (auxiliary electrode) とも呼ぶ。
測定は溶液を調製し、脱気したあと上記の電極を差し込んで行う。
溶媒基本的には測定対象が溶解するものであれば、あらゆる溶媒が使用可能である。ただし、溶媒によって電気化学的に安定な範囲（電位窓）が異なるため、測定したい電位範囲によって適切に選択する必要がある。また非極性溶媒では伝導性を確保するための支持電解質が十分に溶解できないことが多く、超微小電極のような系でないと測定は困難である。無機物には水（緩衝液）、DMF、DMSO など、有機物にはアセトニトリルやジクロロメタンなどが用いられることが多い。測定対象によっては脱水・脱気が不可欠とされる。
溶質通常0.1 - 1 mmol/L 前後にする。あまり薄いと測定できないが、濃すぎると副反応が起こる可能性がある。
支持電解質・支持塩溶液には測定したい物質の100倍程度の量の支持電解質と呼ばれるイオン性物質を加える。水系では硝酸カリウムや硫酸ナトリウムが多用される。有機溶媒系では過塩素酸テトラブチルアンモニウムなどのテトラアルキルアンモニウムの過塩素酸塩が、溶解度等の観点からよく用いられる。

## 得られる情報
- 電気化学反応機構 — 機構として、電子移動反応のみが進行するE、電子移動反応後に化学反応が起こるEC、さらにその後に電子移動反応が起こるECEなど、多様な電気化学反応がある。これらはCVの波形に大きな影響を与える。
- 酸化還元電位 — 酸化と還元の両ピーク電位の値を平均して用いることが多いが、形がゆがんでいる場合にはどこをピークと見なすべきか、という問題があり、厳密には決めにくい。
- 電子移動速度や拡散係数 — 掃引速度を変化させていくつかのボルタモグラムを作製し、理論的なフィッティングを行うことでそれぞれ求められる。
- 電位窓 — ただし電極材・支持塩の種類などで大きく変化する。